# Störd husfrid
Störd husfrid (engelska: Laughing Gravy) är en amerikansk komedifilm med Helan och Halvan från 1931 regisserad av James W. Horne.

## Handling
Det är vinter och det snöar riktigt ordentligt ute. Uppe på rummet har Helan och Halvan en hund som de kallar "Laughing Gravy", utan tillstånd från hyresvärden. Efter att de utan framgångar försökt hålla hunden gömd på rummet blir de vräkta.
Men när Helan och Halvan väl blivit vräkta och ska lämna huset är det försent för att göra någonting. En polisman har anlänt och meddelar att huset är under karantän. Det innebär att ingen får lämna huset på två månader.

## Om filmen
Filmen är en remake av stumfilmen No Children från 1921, samt duons tidigare stumfilm Angora Love från 1929. Båda Angora Love såväl som denna remake kom att bli förebilder för duons senare kortfilm Apkonster och kärlek som kom ut 1932.

### Versioner
Filmen finns två olika originalversioner, en version på 20 minuter och en version på 30 minuter med ett alternativt slut. Den långa versionen på 30 minuter ansågs länge vara förlorad, men återhittades 1985. Båda versionerna finns utgivna på DVD.
Denna film, tillsammans med Klubbmiddag spelades samtidigt in i versioner på spanska och franska, då filmdubbningen ännu inte var färdigutvecklad. Den spanska versionen fick titeln Los Calaveras och den franska versionen Les Carottiers. Helan och Halvan läste själva in sina repliker på båda språken. Båda versionerna finns bevarade i helhet och har givits ut på DVD.

### Svensk distribution
Filmen hade svensk biopremiär den 7 november 1932 på biograferna Piccadilly och Rialto i Stockholm och ingick i ett kortfilmsprogram med titeln Vänner i vått och torrt. I kortfilmsprogrammet ingick två andra kortfilmer med duon; Festprissar från 1930 och Klubbmiddag från 1931.
Filmen visades första gången som separat kortfilm i Sverige den 22 juni 1941 på biografen London i Stockholm.
Efter båda visningarna från 1932 respektive 1941 har filmen visats flera gånger i Sverige efteråt, dock under olika titlar. Bland dem finns Vilket hundliv och Vilken vinter (1947). 1958 hade filmen nypremiär med sin ursprungliga titel Vänner i vått och torrt.

## Rollista
- Stan Laurel – Stan (Halvan)
- Oliver Hardy – Ollie (Helan)
- Charlie Hall – hyresvärden
- Harry Bernard – polisen
- Charles Dorety – berusad man[2]